# Dyschoriste linearis
Dyschoriste linearis là một loài thực vật có hoa trong họ Ô rô. Loài này được (Torr. & A.Gray) Kuntze mô tả khoa học đầu tiên năm 1891.